# Frances (película)
Frances es una película estadounidense de 1982 del género biográfico dirigida por Graeme Clifford, con Jessica Lange, Kim Stanley y Sam Shepard como actores principales.
En su estreno fue publicitada como una biografía supuestamente verídica de la actriz Frances Farmer, pero el guion contenía grandes dosis de ficción y de sensacionalismo.
La película Frances fue candidata a los Premios Óscar de 1982 en las categorías de mejor actriz (Jessica Lange) y mejor actor de reparto (Kim Stanley).